# Zamora Fútbol Club
Lo Zamora Fútbol Club è una società calcistica di Barinas, Venezuela. Milita nella Primera División Venezolana, la massima divisione del campionato nazionale.

## Storia
Fu fondato il 2 febbraio 1977 col nome di Atlético Zamora e inizialmente utilizzava come impianto sportivo l'estadio de La Concordia di San Cristóbal (Táchira).
Nel corso della sua storia il club ha conquistato due volte la coppa nazionale (1980 e 1982) e quattro volte il massimo campionato venezuelano (2012-13), (2013-2014), (2015) e (2016).
Nella stagione 2010-2011 ha vinto il Torneo Clausura guadagnandosi l'accesso alla finale valevole per il titolo nazionale, la doppia sfida finale disputata contro il Deportivo Táchira, campione del Torneo Apertura, si è conclusa col punteggio totale di 1-0 in favore del Táchira grazie alla vittoria in trasferta sul campo dello Zamora all'andata e al pareggio a reti inviolate del ritorno.
Nel 2012-2013 il club ha vinto nuovamente il Torneo Clausura e ha disputato la finale contro i campioni del Torneo Apertura del Deportivo Anzoátegui, questa volta lo Zamora si è imposto con un punteggio complessivo di 3-2 vincendo così il primo titolo nazionale della sua storia.

## Palmarès

### Competizioni nazionali
- Primera División: 5

2012-2013, 2013-2014, 2015, 2016, 2018
- Torneo Clausura: 3

2011, 2013, 2014
- Copa Venezuela: 1

2019

### Altri piazzamenti
- Campionato venezuelano:

Terzo posto: 1990-1991
- Copa Venezuela:

Finalista: 2010, 2017
Semifinalista: 2018
- Segunda División:

Secondo posto: 1994-1995, 1997-1998, 2005-2006

## Competizioni CONMEBOL
- Coppa Sudamericana

2007: Primo turno
2009: Primo turno
- Coppa Libertadores

2012: Fase a gironi

## Rosa 2008/2009
| N. |                      | Ruolo | Calciatore         |
| -- | -------------------- | ----- | ------------------ |
|    | Venezuela (bandiera) | P     | Carlos Salazar     |
|    | Venezuela (bandiera) | P     | Carlos Rey         |
|    | Venezuela (bandiera) | P     | David Matheus      |
|    | Venezuela (bandiera) | D     | Kelvin Sierra      |
|    | Venezuela (bandiera) | D     | Richard Badillo    |
|    | Venezuela (bandiera) | D     | Rohel Briceño      |
|    | Venezuela (bandiera) | D     | Moisés Galezo      |
|    | Venezuela (bandiera) | D     | Rafael Sánchez     |
|    | Venezuela (bandiera) | D     | Dolbyz Rodríguez   |
|    | Uruguay (bandiera)   | D     | Rodrigo Gómez      |
|    | Venezuela (bandiera) | D     | Rohel Briceño      |
|    | Venezuela (bandiera) | C     | Rubén Arocha       |
|    | Venezuela (bandiera) | C     | Néstor Sánchez     |
|    | Colombia (bandiera)  | C     | Engelberth Briceño |
|    | Venezuela (bandiera) | C     | Luigy García       |

| N. |                      | Ruolo | Calciatore         |
| -- | -------------------- | ----- | ------------------ |
|    | Brasile (bandiera)   | C     | Cley Márquez       |
|    | Venezuela (bandiera) | C     | Oswaldo Chaurant   |
|    | Venezuela (bandiera) | C     | Ronald Giraldo     |
|    | Venezuela (bandiera) | C     | Gerardo Murillo    |
|    | Venezuela (bandiera) | A     | Yohan Yacua        |
|    | Venezuela (bandiera) | A     | Giovanny Pérez     |
|    | Venezuela (bandiera) | A     | Luis Pulido        |
|    | Venezuela (bandiera) | A     | Gonzalo Bustamante |
|    | Venezuela (bandiera) | A     | Orlando Cordero    |
|    | Argentina (bandiera) | A     | Gonzalo Parissi    |
|    | Venezuela (bandiera) | A     | Rogelio Calderón   |
|    | Venezuela (bandiera) | A     | Juan García        |
| 9  | Venezuela (bandiera) | A     | Erickson Gallardo  |
|    | Argentina (bandiera) | A     | Raúl Speroni       |